# Муратов, Александр Михайлович (писатель)
Александр Михайлович Муратов (9 октября 1900 — пропал без вести в июне 1942-го) — русский советский писатель, редактор, фронтовой корреспондент, педагог. Член Союза писателей СССР (1934), участник Первого съезда советских писателей, организатор и в 1934—1941 годах ответственный секретарь Горьковского отделения Союза писателей СССР. Во время Великой Отечественной войны — старший политрук 172-й стрелковой дивизии, оборонявшей Севастополь и полностью уничтоженной.

## Биография
Родился 9 октября 1900 года в деревне Чуркино Ярославской губернии. С тринадцати лет работал на ткацкой фабрике.
Сведения о биографии до 1928 года отсутствуют.
В 1928 году прибыл в Нижний Новгород как культпросветчик, преподавал в школе профдвижения при Нижегородском крайсовпрофе и Комвузе.
В 1929—1931 годах учился на литературном факультете вечернего отделения Нижегородского педагогического института.
Вошёл в группу молодых писателей «Молодая рать», сформировавшейся вокруг одноимённой газеты, — последователей идей РАППа, которая с 1929 года получила название Нижегородская ассоциация пролетарских писателей (НАПП), но в августе 1928 года, после встречи с Максимом Горьким, отошёл от идей РАППа, в 1932 году был избран в оргкомитет Союза советских писателей Нижегородского края, вошёл в редсовет издаваемого им нижегородского журнала «Натиск».
В 1934 году возглавлял делегацию писателей-горьковчан на Первом съезде писателей СССР. На 1934 год являлся членом ВКП(б).
С 1934 по 1941 год — ответственный секретарь Горьковского отделения Союза писателей СССР, активно принимал участие в литературной жизни края, редактировал выходивший в 1931—1935 годах литературно-художественный журнал «Натиск».
Участник Великой Отечественной войны, в РККА с июня 1941-го — старший политрук, редактор газеты 172-й стрелковой дивизии, сражавшейся в Крыму, державшей оборону Севастополя — после тяжёлых оборонительных боёв к июню 1942 года остатки дивизии были сведены в батальон, практически полностью уничтоженный при последнем штурме немцами Севастополя в конце июня.
С июня 1942 года числится пропавшим без вести.

### Семья
Отец — Михаил Леонтьевич Муратов.
Мать — Татьяна Фёдоровна Муратова; в 1945 проживала в дер. Чуркино Ярославской области (п/о Кормилицино).
Жена — Антонина Александровна Муратова (1900 — ?), преподаватель школы № 8 в Горьком; дети:
- Ирина (1923 — ?)
- Татьяна (1927 — ?)[2].

## Творчество
Первые очерки и рассказы появились на страницах нижегородской печати в конце 1920-х годов, однако, ещё в 1925 году его рассказ был издан в сборнике в Ярославле.
Первая книга — «Наше сердце» вышла в 1932 году, о строительстве Горьковского автозавода.
Написал очерк «Новая Балахна» о Балахнинском бумкомбинате для книги «История Горьковского края», создаваемой по инициативе А. М. Горького.
Работу над второй книгой прервала война — в неоконченном виде издана только в 1960 году под названием «Яков Воробьёв» — о первом председателе Нижегородской губчека Я. З. Воробьеве.

## Память
В Нижнем Новгороде одна из улиц Приокского района носит имя А. М. Муратова.

## Комментарии
1. ↑  Место рождения — Чуркино, ныне в Карабихском сельском поселении Ярославского района[1], подтверждается местом жительства матери с указанием почтового отделения Кормилицино[2], входящего ныне в то же Карабихское сельское поселение.
2. ↑  Числился пропавшим без вести по документам 1945[2] и 1949 годов.